# Draba
Draba es un género de plantas con flores de la familia Brassicaceae. Son plantas herbáceas perennes. Comprende 999 especies descritas y de estas, solo 428 aceptadas.

## Descripción
Son hierbas perennes con caudex, a veces pulvinado, estolonífero o rizomatoso, rara vez subarbustos con una base de tallo leñoso, con menor frecuencia anuales o bienales. Con tricomas simples o diversamente ramificado, acechados o sésiles, malpighiaceos, bifurcados, cruciformes, estrellados o dendríticos, a menudo más de un tipo presente. Las glándulas multicelulares ausente. Tallos erectos a ascendentes, a veces postrados, simples o ramificados, basales y / o apicaleds, frondosos o sin hojas. Hojas basales pecioladas o raramente sésiles, rosuladas o rara vez no rosuladas, simples, enteras o dentadas, rara vez pinnado lobuladas; hojas caulinares de tallos florales pecioladas o sésiles, cuneiformes o raramente auriculadas en la base, enteras o dentadas, ausente en las plantas escaposas. Racimos pocos a varios o muchos con flores, ebracteados o raramente largo bracteadas o basales, corymbosos o laxos, poco o considerablemente alargados en la frutas; raquis recto o ligeramente a fuertemente flexuoso; pedicelos fructíferos erectos, ascendente, divaricados, o rara vez recurvados, persistentes. Los sépalos ovales u oblongos, libres, de hojas caducas o raramente persistentes, erecto a ascendente o raramente difusión, igual o raramente desigual, la base de par lateral no sacciforme o subsaccate. Pétalos de color amarillo o blanco, raramente rojo, rosa, púrpura o naranja, erguido en la base. Los frutos en silicuas capsulares, lineares, oblonga, oval, obovadas, ovoide, obovoide, elípticas, lanceoladas, orbicular, o globosa, cilíndricos.

## Distribución y hábitat
Especie  alpina y boreal de América del Norte, Europa, Asia, África noroccidental, América del Sur (Andes desde Colombia hasta al sur de la punta de la Patagonia), rara vez en las zonas templadas y a baja altitud en América del Norte y Eurasia.

## Taxonomía
El género fue descrito por Carlos Linneo  y publicado en Species Plantarum 2: 642. 1753. La especie tipo es: Draba incana L.

### Etimología
Draba: nombre genérico que deriva de la palabra del griego antiguo  drabe = "acre", utilizado por Dioscórides para describir el sabor de las hojas de ciertas plantas crucíferas que piensan algunos autores que puede haber sido el berro canoso Lepidium draba Linnaeaus

## Especies seleccionadas
| - Draba aizoides - Draba albertina - Draba aleutica - Draba alpina - Draba aprica - Draba arctica - Draba arida - Draba asprella - Draba aurea - Draba aureola - Draba borealis - Draba breweri - Draba californica - Draba cinerea - Draba dedeana - Draba densifolia - Draba glabella - Draba globosa | - Draba hispanica - Draba incana - Draba incerta - Draba lactea - Draba mogollonica - Draba muralis - Draba nemorosa - Draba nivalis - Draba norvegica - Draba oblongata - Draba oreibate - Draba reptans - Draba sibirica - Draba sierrae - Draba spectabilis - Draba stenoloba - Draba ventosa - Draba verna - draba yukonensis |